# Highland single malt
Highland single malt er single malt skotsk whisky, der er blevet produceret i det skotske højland (Highlands) i Skotland. Kategoriseringen inkluderer nogle gange whisky produceret på øerne omkring Skotland (Island single malt), bortset fra Islay ( Islay single malt). Området inkluderer også visse lowland-områder i det nordøstlige del af landet som Banffshire og Aberdeenshire.
Highland er juridisk beskyttet til fremstilling af skotsk whisky under britisk lov.

## Highland-destillerier
- AnCnoc
- Aberfeldy
- Ardmore
- Balblair
- Ben Nevis
- Blair Athol
- Clynelish
- Dalmore
- Dalwhinnie
- Deanston
- Drumguish
- Edradour
- Glencadam
- Glen Deveron
- Glen Eden
- Glendronach
- Glenfoyle
- Glen Garioch
- Glengoyne
- Glenmorangie
- Singleton of Glen Ord
- Glenturret
- Knockdhu
- Loch Lomond
- Loch Morar
- The Macallan
- Macphail
- McClelland
- Millburn
- Oban
- Old Fettercairn
- Old Pulteney
- Royal Brackla
- Royal Lochnagar
- Teaninich
- Tullibardine
- Tomatin
- Wolfburn